# Каменці (Болгарія)
Ка́менці (болг. Каменци) — село в Силістринській області Болгарії. Входить до складу общини Кайнарджа.

## Населення
За даними перепису населення 2011 року у селі проживали 22 особи, усі — болгари.
Розподіл населення за віком у 2011 році:
Динаміка населення: